# 5421 Ulanova
5421 Ulanova eller 1982 TD2 är en asteroid i huvudbältet som upptäcktes den 14 oktober 1982 av den rysk-sovjetiska astronomen Ljudmila Karatjkina och den rysk-sovjetiska och ukrainska astronomen Ljudmila Zjuravljova vid Krims astrofysiska observatorium på Krim. Den har fått sitt namn efter den ryska ballerinan Galina Ulanova.
Asteroiden har en diameter på ungefär fyra kilometer och tillhör asteroidgruppen Flora.